# الحدبة (حرض)

تعديل مصدري - تعديل

الحدبة هي إحدى قرى عزلة الشعاب بمديرية حرض التابعة لمحافظة حجة، بلغ تعداد سكانها 141 نسمة حسب تعداد اليمن لعام 2004.